# Okres Murtal
Okres Murtal je okres v rakouské spolkové zemi Štýrsko. Má rozlohu 1675,38 km². V roce 2015 zde žilo 72 876 obyvatel. Sídlem správy okresu je město Judenburg. Okres se dále člení na 20 obcí (z toho 4 města a 7 městysů).

## Města a obce

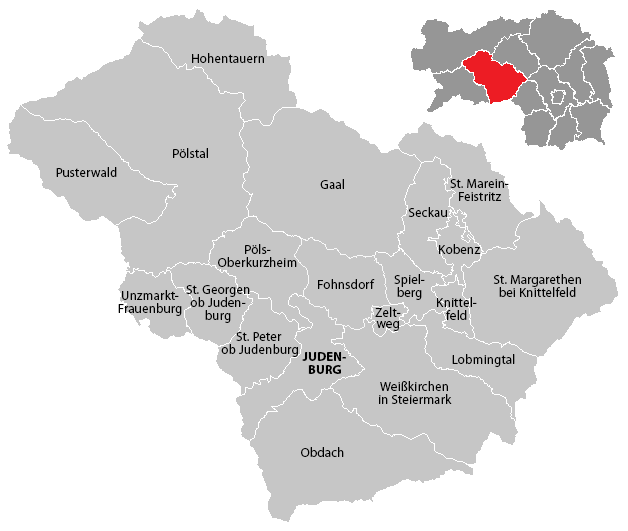
Obce v okrese Murtal

| Města: - Judenburg - Knittelfeld - Spielberg - Zeltweg Městysy: - Kobenz - Obdach - Pöls-Oberkurzheim - Pölstal - Seckau - Unzmarkt-Frauenburg - Weißkirchen in Steiermark | Obce: - Fohnsdorf - Gaal - Großlobming - Hohentauern - Pusterwald - Sankt Georgen ob Judenburg - Sankt Marein-Feistritz - Sankt Margarethen bei Knittelfeld - Sankt Peter ob Judenburg |